# Cambarellus puer
Cambarellus puer е вид ракообразно от семейство Cambaridae. Видът не е застрашен от изчезване.

## Разпространение и местообитание
Разпространен е в САЩ (Илинойс, Кентъки, Луизиана, Мисисипи, Мисури, Оклахома, Тексас и Тенеси).
Обитава сладководни басейни, реки и потоци.